# Rio Uru (vattendrag i Brasilien, Goiás, lat -15,40, long -49,60)
Rio Uru är ett vattendrag i Brasilien.   Det ligger i delstaten Goiás, i den centrala delen av landet, 180 km väster om huvudstaden Brasília.
Omgivningarna runt Rio Uru är huvudsakligen savann. Runt Rio Uru är det glesbefolkat, med 9 invånare per kvadratkilometer.